# 菅英輝
菅 英輝（かん ひでき、1942年12月25日 - ）は、日本の政治学者。専門は、国際関係論・アメリカ外交史。九州大学名誉教授。学位は、博士（法学）（一橋大学）。

## 来歴
熊本県生まれ。オレゴン大学政治学部卒業後、ポートランド州立大学およびコネチカット大学大学院で学ぶ。北九州大学（現北九州市立大学）外国語学部助手・講師・助教授・教授、九州大学大学院比較社会文化研究院教授、西南女学院大学人文学部教授を経て、京都外国語大学外国語学部客員教授。

## 著書

### 単著
- 『米ソ冷戦とアメリカのアジア政策』（ミネルヴァ書房、1992年）
- 『アメリカの世界戦略――戦争はどう利用されるのか』（中公新書 2008年）
- 『冷戦と「アメリカの世紀」　アジアにおける「非公式帝国」の秩序形成』岩波書店、2016

### 共著
- （秋元英一）『アメリカ20世紀史』（東京大学出版会、2003年）
- （杉田米行・熊谷俊樹・片桐庸夫・楠綾子・村井良太）『アジア太平洋戦争の意義――日米関係の基盤はいかにして成り立ったか』（三和書籍, 2005年）

### 編著
- 『朝鮮半島――危機から平和構築へ』（社会評論社, 2004年）
- 『アメリカの戦争と世界秩序』（法政大学出版局, 2008年）
- 『冷戦史の再検討――変容する秩序と冷戦の終焉』（法政大学出版局, 2010年）
- 『東アジアの歴史摩擦と和解可能性――冷戦後の国際秩序と歴史認識をめぐる諸問題』（凱風社、2011年）

### 共編著
- （グレン・フック、S・ウェストン）『アジア太平洋の地域秩序と安全保障』（ミネルヴァ書房, 1999年）
- （石田正治）『21世紀の安全保障と日米安保体制』（ミネルヴァ書房, 2005年）

### 訳書
- L・フォーセット、A・ハレル編『地域主義と国際秩序』（九州大学出版会, 1999年）
- ロイド・ガードナー・マリリン・ヤング編『アメリカ帝国とは何か――21世紀世界秩序の行方』（ミネルヴァ書房, 2008年）
- ジョン・ルカーチ『評伝ジョージ・ケナン　対ソ「封じ込め」の提唱者』 （法政大学出版局、2011年）